# Rocca d'Acquaviva Picena
La Rocca d'Acquaviva Picena  est une ancienne forteresse du XIVe siècle qui domine la commune d'Acquaviva Picena, province d'Ascoli Piceno dans les Marches,.
La forteresse est déclarée monument national depuis 1902. L'intérieur de la Rocca d'Acquaviva abrite le musée archéologique La fortezza nel tempo.

## Historique
La forteresse a été construite par la famille Acquaviva vers 1300, mais il reste peu de traces de la structure originale. En 1447, la forteresse d'origine subit de graves dommages de la part des Fermosiens, qui détenaient des intérêts stratégiques fondamentaux à Acquaviva. Elle a été reconstruite en 1474 par Giovan Francesco Azzolino, et les travaux ont été dirigés par l'architecte florentin Baccio Pontelli. Une autre restauration générale a été réalisée par Giuseppe Sacconi et réalisée à la fin du XIXe siècle.

## Description
Les recherches menées depuis 2004 ont permis de reconstituer l'image originale de la forteresse du XIVe siècle. Au Moyen Âge, elle possédait un donjon octogonal et de très hauts murs à créneaux gibelins. Au passage à l'époque moderne, à la suite de l'introduction des armes à feu, la forteresse fut consolidée grâce à l'épaississement des murs et des tours, l'ajout d'un escarpement triangulaire et le renforcement extérieur du donjon qui prit une forme cylindrique. Pour la défense active, des emplacements à canons et à arquebuses furent créés, ainsi que les différentes poternes et galeries de patrouille. 
La forteresse actuelle comporte deux ordres de murs : le premier, vertical, supporte les chemins de ronde et fait saillie vers l'extérieur avec les arcs de défense plongeante ; la seconde, fortement remblayée en raison du ricochet des balles, contient des chemins de casemates internes avec des canons pour tirer avec des armes légères. La forteresse, qui était censée être entourée de douves, comprend une vaste cour centrale desservie par un puits.
Le plan est un quadrilatère irrégulier, culminant à chaque sommet par une tour. Les tours ont des tailles et des consistances différentes en fonction de l'orographie  et du risque d'attaques extérieures. Cette conformation, vue de dessus, rappelle immédiatement le symbole d'une arbalète prête à décocher une flèche vers l'est, en direction de la mer, le plus grand danger venait de cette direction.
Les tours principales est (donjon) et ouest ont leur centre de gravité le long de l'axe de symétrie de la forteresse, divisant la cour en deux triangles très semblables, dont les côtés restants coïncident avec les murs d'enceinte. Le donjon cylindrique mesure 22 m de haut. La tour principale située du côté opposé est équipée de canons, tandis que les deux autres étaient destinées à l'artillerie légère.

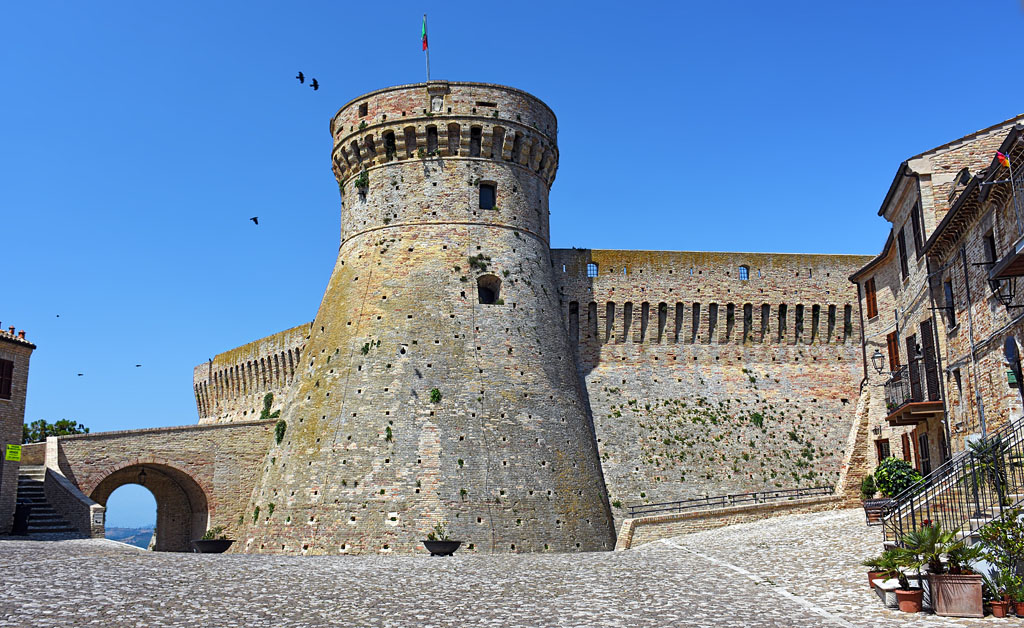
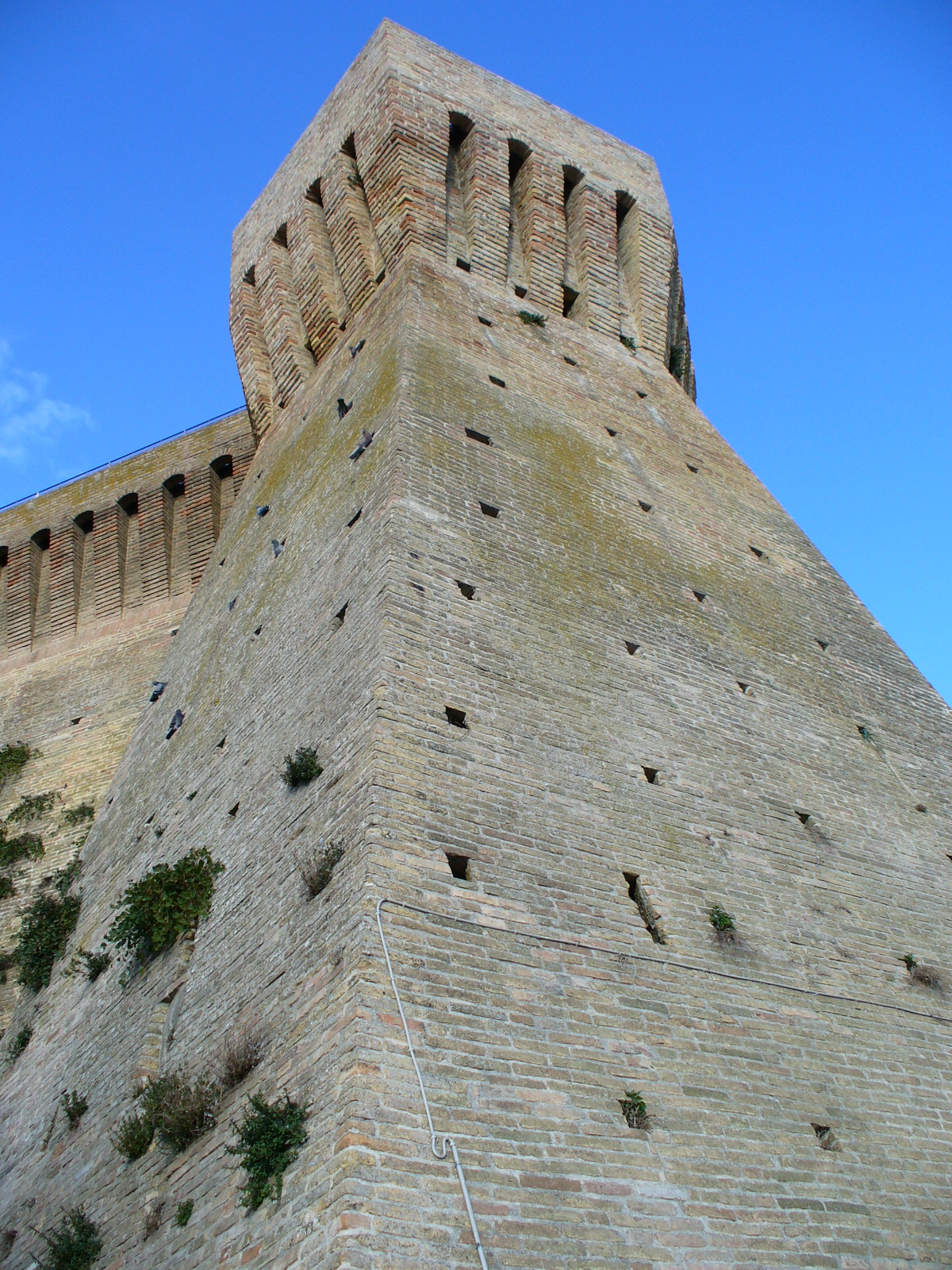
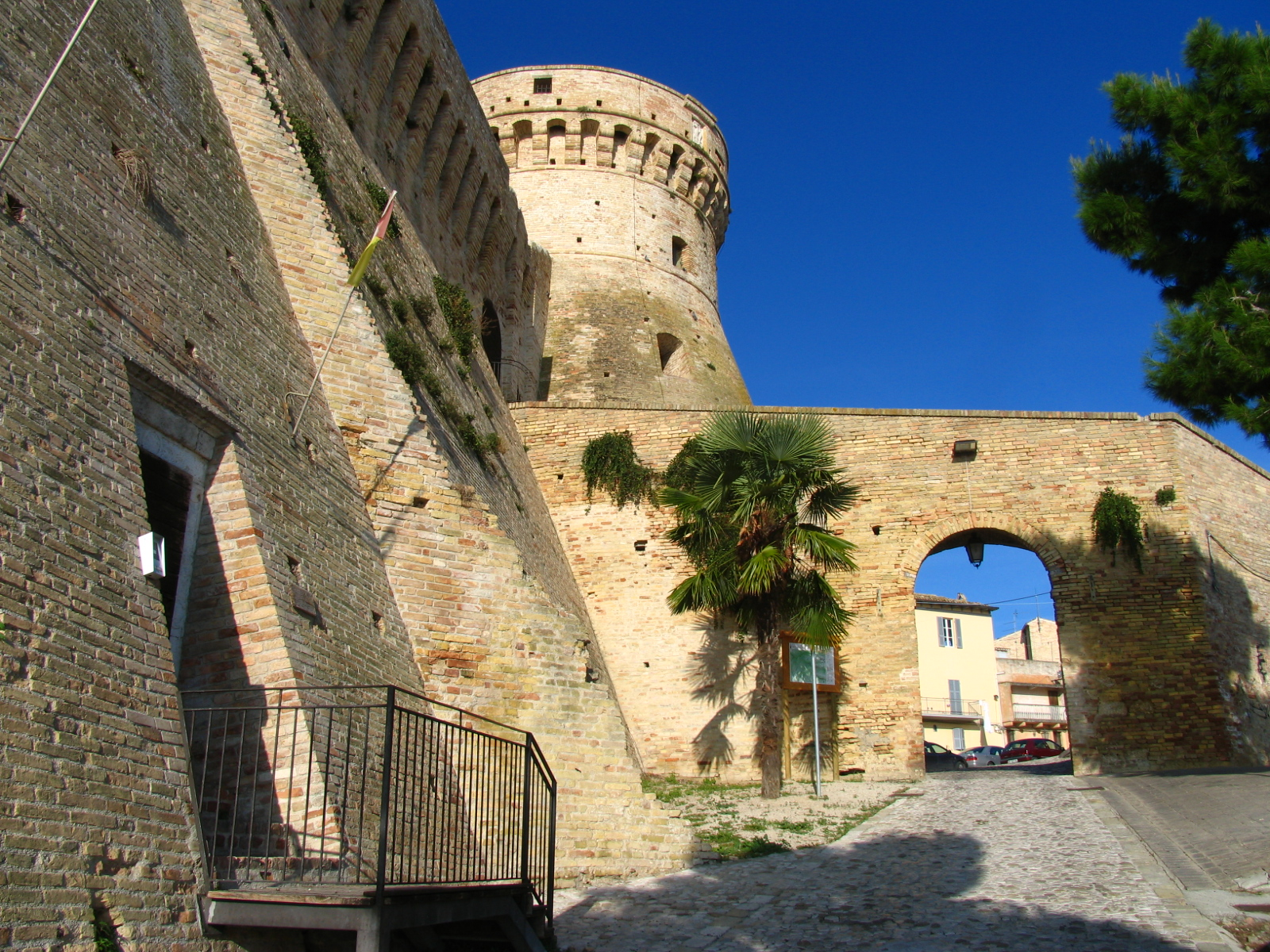

### Articles externes
- Site officiel
- Notices d'autorité :   - VIAF
- (it) Rocca di Acquavia - Site Beni Culturali.it
- (it) Torrione della Rocca - Site catalogo.beniculturali.it